# Peter Kurth
Peter Kurth (ur. 4 kwietnia 1957 w Güstrow) – niemiecki aktor filmowy i serialowy.

## Wybrana filmografia
- Tatort (2002–2015) jako komisarz Erik Seidel[1]
- Good bye, Lenin! (2003) jako ‘X-TV’ Chef[1]
- Bergfest (2008) jako Hans-Gert[1]
- 12 Meter ohne Kopf (2009) jako Keno Tom Brooke[1]
- Whisky z wódką (2009) jako Herbert[1]
- Im Schatten (2010) jako Richard Bauer[1]
- Frösche petzen nicht (2010) jako Georg Schrummek[1]
- Lena will es endlich wissen (2011) jako Lothar Liebling[1]
- Einer wie Bruno (2011) jako Karli Fichtner[1]
- Schmitke (2014) jako Julius Schmitke[1]
- Die Kleinen und die Bösen (2015) jako Hotte[1]
- Herbert (2015) jako Herbert[1]
- Kaminski i ja (2015) jako Hochgart[1]
- Ein Mann unter Verdacht (2016) jako Andreas Roth[1]
- Raj (2016) jako Obersturmbannführer Hans Kraus[1]
- Zwischen den Jahren (2017) jako Becker[1]
- Babilon Berlin (2017) jako Bruno Wolter[1]
- Walc w alejkach (2018) jako Bruno[1]